# Grădină zoologică

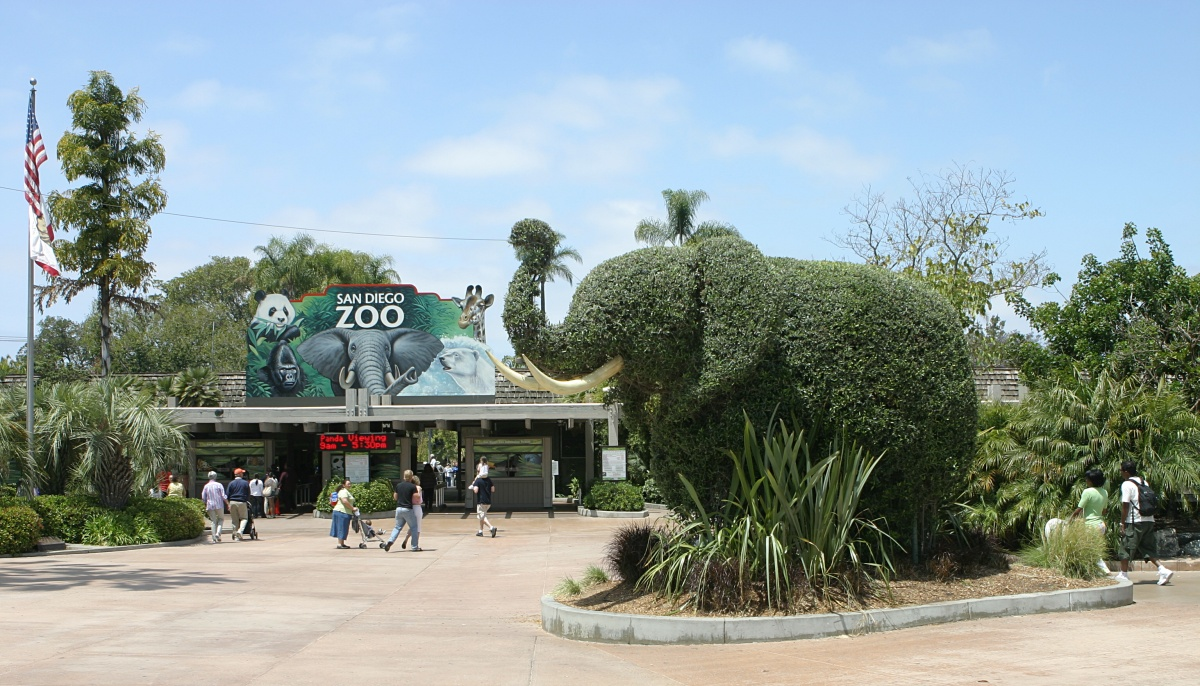
Intrarea în grădina zoologică din San Diego, California, mai 2007.

Grădina zoologică este un spațiu special amenajat pentru expunerea unor diverse specimene de animale.

## Situația în România
În România, funcționarea grădinilor zoologice este reglementată de Legea nr. 191/2002, care prevede că:
... grădinile zoologice reprezintă acele unități permanente care dețin animale din speciile sălbatice, în scopul prezentării lor publicului o perioadă de minimum 7 zile pe an.
În lege sunt incluse grădinile zoologice propriu-zise, grădinile cu păsări, volierele, delfinariile, terariile și acvariile, dar sunt excluse circurile, magazinele de animale de companie și unitățile care nu expun publicului un număr semnificativ de animale și specii.
Prin ordinul 742 din 22 noiembrie 2004 emis de Ministerul Mediului și Gospodăririi Apelor, grădinilor zoologice le revin anumite obligații, între care Conservarea, Educația și Cercetarea:

### Conservarea
Grădinile zoologice și acvariile publice trebuie să achiziționeze numai animale născute și crescute în captivitate, care provin din alte grădini zoologice sau instituții asemănătoare, evitând, pe cât posibil, capturarea animalelor sălbatice din natură. Se pot captura animale sălbatice din natură doar în situații bine documentate, în scopul conservării ex situ a speciilor de animale amenințate cu dispariția, cu avizul Academiei Române, Comisiei pentru Ocrotirea Monumentelor Naturii și a autorității centrale de protecție a mediului, cu respectarea legislației în domeniu.

### Educația
Trebuie afișate informații corecte despre speciile expuse. Ele trebuie să includă, minim, denumirea speciei (atât științifică cât și pe cea comună, atunci când există), distribuția, habitatul său natural, câteva caracteristici biologice și detalii ale statutului său în privința conservării.

### Cercetarea
Grădinile zoologice și acvariile publice trebuie să demonstreze că încurajează cercetarea prin implicarea în activitățti de cercetare proprii și în comun cu alte instituții de profil. Cercetarea poate fi dezvoltată în colaborare cu instituții de învățământ superior, institute de cercetare, muzee, alte grădini zoologice/acvarii publice din țară și străinătate etc.

## Grădină zoologică umană
În anul 1880, la grădina zoologică din Hamburg, Germania, au fost expuși vizitatorilor, într-o cușcă, opt oameni - familia eschimoșului inuit Abraham Ulrikab și patru prieteni ai acestuia.